# Eduardo Dieste
Eduardo Dieste Gonçalves (Rocha, 14 de noviembre de 1882- Rocha, 2 de septiembre de 1954) fue un escritor y diplomático uruguayo.

## Biografía
Nació en Rocha, Uruguay, de madre uruguaya y padre español, tuvo un hermano Rafael Dieste y fue tío del ingeniero Eladio Dieste.
Con el retorno de su familia a su Galicia, desde 1888 residió en Rianjo. Estudió en el Seminario de Santiago de Compostela, sin llegar a ordenarse, y posteriormente Filosofía y Letras, colaborando con su amigo Castelao en El Barbero Municipal. En 1911 volvió a Uruguay y fue animador del grupo poético Asociación Teseo (1925-1930). Fue cónsul general de Uruguay en Londres (1927-1931).
En 1931 fue destinado a España ejerciendo cómo cónsul en diversas ciudades. Renunció al cargo en desacuerdo con la decisión del gobierno uruguayo de romper las relaciones diplomáticas con la República. Posteriormente fue cónsul en San Francisco (1943-1952), Nueva York (1952-1953) y Santiago de Chile (1953-1954).

## Obras
Dejó una abundante obra novelística, dramática y ensayística. La obra dramática se publicó en dos libros: "Buscón poeta y su teatro" (Madrid, 1933) y "Teatro del Buscón" (Buenos Aires, 1947). Su obra ensayística se publicó en "Teseo: discusión estética y ejemplos" (Montevideo, 1923), "Teseo: crítica de arte" (1925), "Teseo: crítica literaria" (Montevideo, 1930), "Teseo I: los problemas literarios" (Buenos Aires, 1937 y Montevideo, 1938), "Teseo II: los problemas del arte" (Buenos Aires, ¿1938?).